# جی-زی
شان کوری کارتر (به انگلیسی: Shawn Corey Carter؛ زادهٔ ۴ دسامبر ۱۹۶۹) مشهور به جی-زی (به انگلیسی: Jay-Z) رپر، تهیه‌کننده موسیقی و تاجر آمریکایی است. او یکی از پرفروش‌ترین موسیقیدانان طول تاریخ است، که بیش از ۱۰۰ میلیون ضبط از او به فروش رفته‌است و ۲۱ جایزه گرمی برای موسیقی‌اش دریافت کرده‌است. جی-زی یکی از بهترین رپرهای تاریخ موسیقی هیپ هاپ به‌شمار می‌رود که در همین رابطه ام تی‌وی در سال ۲۰۰۶ او را در رتبهٔ ۴ «برترین رپر طول تاریخ» قرار داده‌است. در سال ۲۰۱۷، مجله فوربز ثروت او را ۸۱۰ میلیون دلار تخمین زد، که او را تبدیل به دومین هنرمند ثروتمند در هیپ هاپ کرده‌است. سه آلبوم از او در فهرست ۵۰۰ آلبوم برتر تمام اعصار رولینگ استون قرار گرفته‌است.
به‌عنوان یک تاجر و سرمایه‌گذار، جی-زی یکی از مالکان باشگاه ورزشی ۴۰/۴۰ نیویورک و همچنین سازندهٔ کمپانی لباس روکاورز است. او رئیس سابق دف جم رکوردینگز و مؤسس مشترک کمپانی موسیقی «راک-ا-فلا» و مؤسس کمپانی «راک نیشن» می‌باشد. به‌عنوان یک هنرمند، او رکورد بیشترین تعداد آلبوم‌های شماره ۱ در بیلبورد ۲۰۰ را با ۱۳ آلبوم در اختیار دارد. او همچنین دارای چهار شماره ۱ در بیلبورد هات ۱۰۰ است، که یکی از آن‌ها به‌عنوان هنرمند اصلی و سه آهنگ دیگر همراه با ماریا کری، بیانسه و آلیشا کیز است.
همراه با موفقیت مالی و موسیقی عالی‌اش، جی-زی به خاطر کارهای نزاع‌گونه همراه با دیگر رپرها همانند جنگ موسیقی جی-زی و ناس شناخته می‌شود. جی-زی در ۱۱ دسامبر ۲۰۰۹ به عنوان ۱۰مین موفق‌ترین هنرمند دهه ۲۰۰۰ از طرف مجله بیلبورد انتخاب شد. همچنین ۵مین خواننده مرد تک برتر و ۴مین رپر برتر بعد از امینم، نلی و فیفتی سنت. همچنین وی در جایگاه ۸۸م عالی‌ترین هنرمندان تاریخ که توسط رولینگ استون تنظیم شده بود قرار گرفت.
جی زی در آوریل ۲۰۰۸ همراه با خواننده آر اند بی، بیانسه ازدواج کرد. آن‌ها یک دختر با نام بلو آیوی کارتر دارند که در ۷ ژانویه ۲۰۱۲ به دنیا آمد و در ۱۳ ژوئن ۲۰۱۷ نیز صاحب دو فرزند دوقلو به نام‌های سر کارتر (به انگلیسی: Sir Carter) و رومی (به انگلیسی: Rumi) شد.

## سالهای اولیه
شاون کارتر در بروکلین، نیویورک به دنیا آمد و در خانه‌های مارسی، که یک پروژه مسکن‌سازی در محله بدفورد-استایوسنت بروکلین بود بزرگ شد. جی زی و سه خواهر و برادرش پس از ترک پدر خانواده، ادنیز ریوز، توسط مادرشان بزرگ شدند. در ۳۳ سالگی جی زی، ادنیز را ملاقات کرد و او را بخشید. مدت کوتاهی بعد، در سال ۲۰۰۳، ریوز به دلیل نارسایی کبد درگذشت. او در اشعار خود مدعی است که در سال ۱۹۸۲ و در سن ۱۲ سالگی به شانه برادرش به خاطر دزدیدن جواهراتش شلیک کرده‌است. جی-زی در دبیرستان الی ویتنی در بروکلین همراه با رپر آینده، ای زد تا زمانی که دبیرستان تعطیل شد حضور داشت. پس از آن در دبیرستان فنی و حرفه‌ای جرج وستینگهاوس در مرکز بروکلین حضور داشت که با رپرها و دوست‌های آینده خود نوتوریوس بی.آی.جی و باستا رایمز هم‌مدرسه‌ای شد. او همچنین در دبیرستان مرکزی ترنتون در ترنتون، نیوجرسی مشغول به تحصیل شد که فارغ‌التحصیل نشد. در یکی از آهنگ‌هایش او به این نکته اشاره کرد که به فروش کراک کوکائین مشغول بوده‌است. همچنین او گفته‌است که سه دفعه در طول زندگی‌اش تیر خورده‌است.
مطابق با گفته‌های مادرش، گلوریا کارتر، جی-زی در کودکی برادران و خواهرانش را شب با صدای طبل از میز آشپزخانه بیدار می‌کرد تا اینکه او برایش یک بوم‌باکس در روز تولدش خرید که علاقه‌اش به موسیقی را نشان بدهد. او در کودکی سبک آزاد را با نوشتن متن آهنگ‌ها و تقلید از خوانندگان بزرگ موسیقی در همان زمان شروع کرد. در محله‌اش، کارتر با نام «جازی» شناخته می‌شد، نام خودمانی که در نهایت او آن را در حرفهٔ موسیقی‌اش گسترش داد و به «جی-زی» تغییر داد. همچنین این نام خودمانی، ادای احترامی به مربی موسیقی‌اش، جاز-او نیز است. در ۱۸ ژوئیهٔ ۲۰۱۳، او اعلام کرد که خط ربط بین نامش را پاک کرده و ترجیح می‌دهد با نام «جی زی» شناخته شود.
جی-زی در چندین جنگ رپ در مقابل رپرهایی چون ال ال کول جی در اوایل دههٔ ۱۹۹۰ شرکت کرده و برنده شده بود که نقشه‌ای برای شروع کارهای آینده‌اش شده بود. او در سال ۱۹۹۴ اولین بار مورد توجه عموم قرار گرفت که در آلبوم «بیگ ددی کین» ظاهر شد و در همین زمان به «بیگ ددیز هایپ من» یا کمک‌یار بیگ ددی معروف شد، اگرچه او توضیح داد که به‌طور رسمی کمک‌یار او نبوده‌است و او فقط به صورت کمی در استیج ظاهر می‌شد. اولین رپ رسمی او با نام «نمی‌توانم با آن بیایم» (به انگلیسی: I Can't Get With That) بود که بعدها موزیک ویدئویی برای آن ساخته شد.

## زندگی شخصی

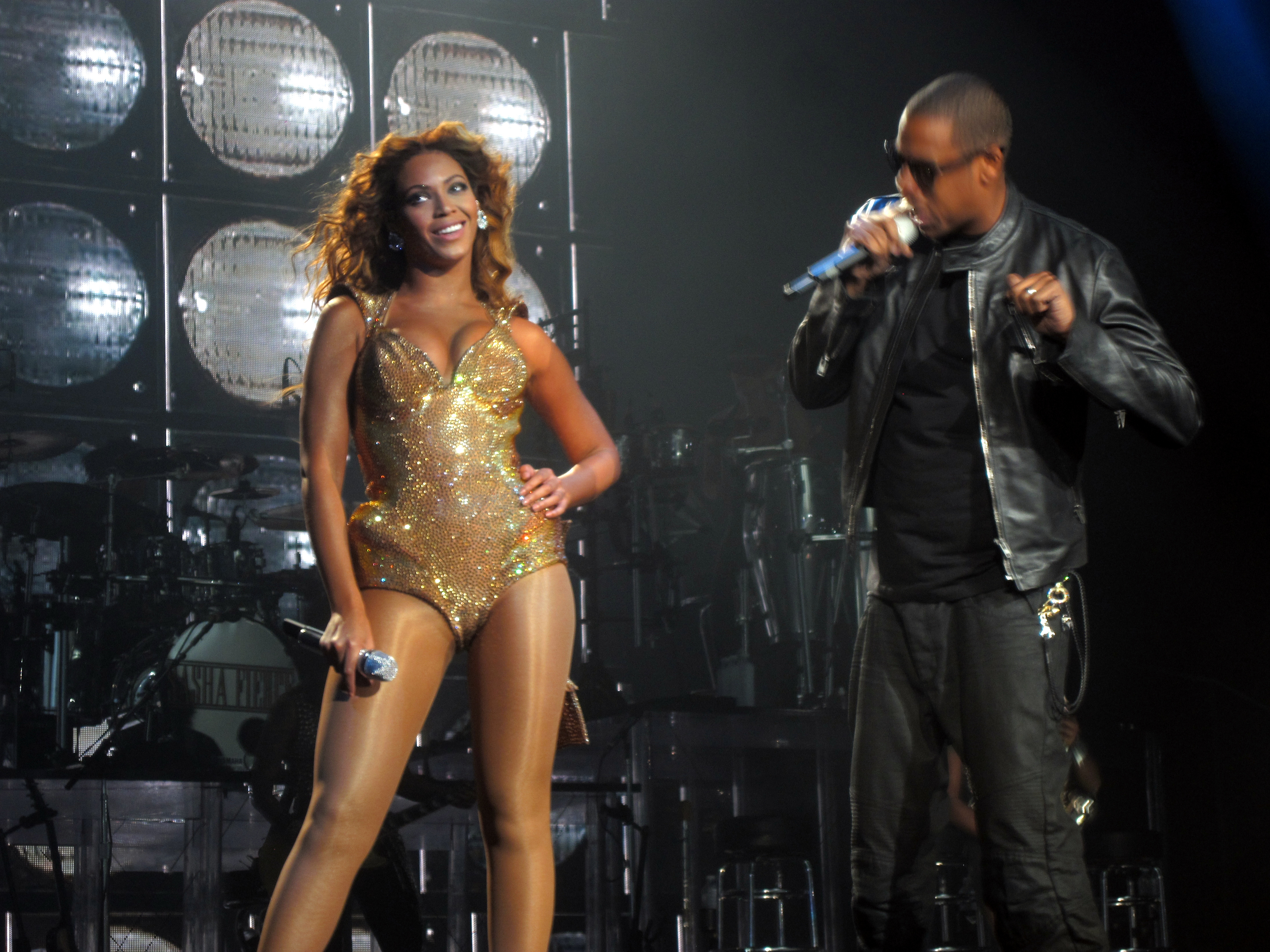
جی زی و بیانسه در حال اجرای ترانه «مجنون عشق» در ۱۵ نوامبر ۲۰۰۹

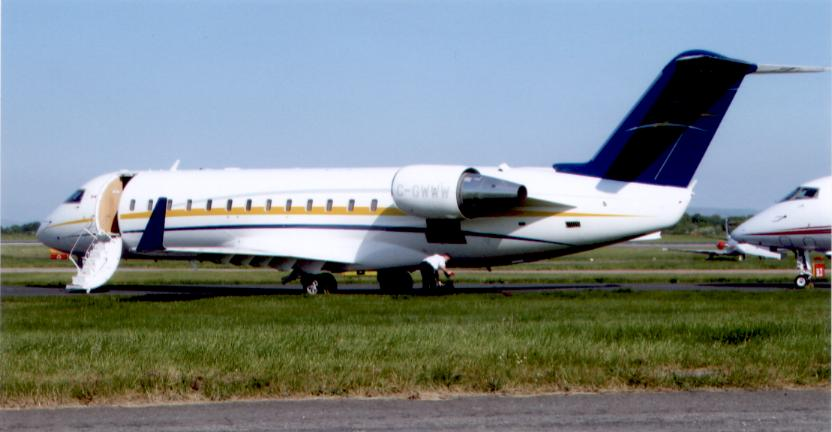
جت بمباردیه چلنجر ۸۵۰ - هدیه بیانسه به جی زی برای روز پدر

### رابطه با بیانسه
جی-زی با خوانندهٔ آمریکایی آر اند بی، بیانسه ازدواج کرده‌است. در سال ۲۰۰۲، جی-زی و بیانسه برای آهنگ «۰۳' زیبا و کلاید» همکاری کردند. همچنین جی-زی در تک‌آهنگ پرطرفدار «مجنون عشق» و همچنین آهنگ «آن گونه این را دوست داری» از اولین آلبوم بیانسه، به طرز خطرناکی عاشق، حضور داشت. در دومین آلبوم بیانسه، زادروز، جی-زی در آهنگ‌های پرطرفدار سال ۲۰۰۶ یعنی «دژا وو» و «ترفیع تو» حضور پیدا کرد. در ویدئو آهنگ دوم، بیانسه به طرز خنده داری شروع به تقلید از ظاهر جی-زی می‌کند. این زوج معمولاً از گفتگو کردن دربارهٔ رابطه‌شان خودداری می‌کنند. بیانسه اظهار کرد که او باور دارد که عمومی نکردن گفتگو دربارهٔ روابطشان، به آن‌ها کمک شایانی کرده‌است. همچنین جی-زی در یک مقاله در مجلهٔ پیپل گفت: «ما با روابطمان بازی نمی‌کنیم». آن‌ها به دور از توجه رسانه‌ها و عموم با یکدیگر قرار عاشقانه می‌گذاشتند و در آوریل ۲۰۰۸ با هم ازدواج کردند. در ۲۲ آوریل ۲۰۰۸ ازدواج آن‌ها به اطلاع عموم رسید. اما بیانسه انگشتر عروسی ۵ میلیون دلاری خود را که توسط لورین شوارتز طراحی شده بود تا کنسرت فشن راکس که در ۵ سپتامبر ۲۰۰۸ برگزار شد رونمایی عمومی نکرد.
بیانسه و جی زی به عنوان قدرتمندترین زوج در لیست ۱۰۰ زوج با بیشترین نفوذ سال ۲۰۰۶ مجله تایم جای گرفتند. در ژانویهٔ ۲۰۰۹ فوربز آن‌ها را با درآمد مجموع ۱۶۲ میلیون دلار به عنوان پردرآمدترین زوج هالیوود رده‌بندی کرد. همچنین سال بعد نیز با درآمد مجموع ۱۲۲ میلیون دلار در جایگاه اول لیست قرار گرفتند.
در مراسم جایزه ام‌تی‌وی ۲۰۱۱، مشخص شد که بیانسه باردار است و در ۷ ژانویهٔ ۲۰۱۲، در بیمارستان لنوکس هیل نیویورک، او دختر خود را با نام بلو آیوی کارتر به دنیا آورد. در ۹ ژانویهٔ ۲۰۱۲ جی زی ترانهٔ «شکوه» را منتشر کرد، ترانه مخصوص برای فرزندشان که بر روی وبسایت اجتماعیش قرار گرفت.

## آلبوم‌ها
جی-زی دارای ۱۲ آلبوم استودیویی، ۴۶ تک‌آهنگ و ۴ آلبوم همکاری است.

### آلبوم‌های استودیویی
- آمریکا: ۵٬۲۹۹٬۰۰۰[۳۱]

- آمریکا: ۳٬۰۹۴٬۰۰۰[۳۱]

- آمریکا: ۱٬۱۳۱٬۰۰۰[۳۱]

- عرضه شده: ۴ ژوئیه ۲۰۱۳
- ناشر: راک نیشن، Roc-A-Fella

| سال | مشخصات آلبوم                                                                          | مقام در جدول | مقام در جدول | مقام در جدول | مقام در جدول | مقام در جدول | مقام در جدول | مقام در جدول | مقام در جدول | مقام در جدول | مقام در جدول     | گواهینامه‌ها                                             | فروش                |
| سال | مشخصات آلبوم                                                                          | US           | US R&B       | CAN          | UK           | NOR          | NL           | FRA          | AUS          | SWI          |                  | گواهینامه‌ها                                             | فروش                |
| --- | ------------------------------------------------------------------------------------- | ------------ | ------------ | ------------ | ------------ | ------------ | ------------ | ------------ | ------------ | ------------ | ---------------- | ------------------------------------------------------- | ------------------- |
| ۱۹۹۶ <td width="30" rowspan="2" \|فروش \|شک قابل‌قبول - عرضه شده: ۲۵، ژوئن، ۱۹۹۶ - ناشر: راک-ا-فلا ریکاردز | ۲۳                                                                                    | ۳            | —            | ۱۴۰          | —            | —            | —            | —            | —            | —            | * آمریکا: پلاتین | * آمریکا: ۱٬۵۱۶٬۰۰۰                                     |                     |
| در طول زندگی‌ام، نسخه اول عرضه شده: ۴، نوامبر، ۱۹۹۷ - ناشر: دف جم ریکاردینگز                               | ۳                                                                                     | ۲            | —            | ۷۸           | —            | —            | —            | —            | —            | —            | - آمریکا: پلاتین | - آمریکا: ۱٬۴۱۲٬۰۰۰                                     |                     |
| ۱۹۹۸ | نسخه دوم… هارد ناک لایف - عرضه شده: ۲۹ سپتامبر ۲۹۹۸ - ناشر: راک-ا-فلا، دف جم          | ۱            | ۱            | ۱۳           | ۱۰۹          | —            | —            | —            | —            | —            | —                | - آمریکا: ۵× پلاتین - کانادا: پلاتین                    |                     |
| ۱۹۹۹ | نسخه سوم… زندگی و اوقات اس. کارتر - عرضه شده: ۲۸ دسامبر ۱۹۹۹ - ناشر: راک-ا-فلا، دف جم | ۱            | ۱            | ۸            | ۱۵۵          | —            | —            | —            | —            | —            | —                | - آمریکا: ۳× پلاتین - کانادا: طلا                       |                     |
| ۲۰۰۰ | سلسله: خانواده راک لا - عرضه شده: ۲۵ اکتبر ۲۰۰۰ - ناشر: راک-ا-فلا، دف جم              | ۱            | ۱            | ۵            | ۸۶           | —            | —            | —            | —            | —            | —                | - آمریکا: ۲× پلاتین                                     | - آمریکا: ۲٬۵۲۱٬۰۰۰ |
| ۲۰۰۱ | بلوپرینت - عرضه شده: ۱۱ سپتامبر ۲۰۰۱ - ناشر: راک-ا-فلا، دف جم                         | ۱            | ۱            | ۳            | ۳۰           | —            | —            | —            | —            | —            | —                | - آمریکا: ۲× پلاتین - کانادا: پلاتین - بریتانیا: طلا    | - آمریکا: ۲٬۶۰۸٬۰۰۰ |
| ۲۰۰۲ | بلوپرینت²: هدیه و دشنام - عرضه شده: ۱۲ نوامبر ۲۰۰۲ - ناشر: راک-ا-فلا، دف جم           | ۱            | ۱            | ۸            | ۲۳           | —            | ۹۷           | —            | —            | —            | —                | - آمریکا: ۳× پلاتین - کانادا: ۲× پلاتین - بریتانیا: طلا | - آمریکا: ۲٬۰۶۹٬۰۰۰ |
| ۲۰۰۳ | آلبوم سیاه - عرضه شده: ۱۴ نوامبر ۲۰۰۳ - ناشر: راک-ا-فلا، دف جم                        | ۱            | ۱            | —            | ۳۴           | ۱۸           | ۶۶           | ۶۶           | —            | ۲۹           | ۴۱               | - آمریکا: ۳× پلاتین - کانادا: پلاتین                    | - آمریکا: ۳٬۳۴۵٬۰۰۰ |
| ۲۰۰۶ | رسیدن سلطنت - عرضه شده: ۲۱ نوامبر ۲۰۰۶ - ناشر: راک-ا-فلا، دف جم                       | ۱            | ۱            | ۶            | ۳۵           | —            | ۷۱           | ۷۹           | —            | ۱۷           | ۴۵               | - کانادا: ۲× پلاتین - کانادا: پلاتین                    | - آمریکا: ۱٬۵۱۰٬۰۰۰ |
| ۲۰۰۷ | گنگستر آمریکایی - عرضه شده: ۶ نوامبر ۲۰۰۷ - ناشر: راک-ا-فلا، دف جم                    | ۱            | ۱            | ۳            | ۳۰           | ۲۹           | ۶۴           | ۵۸           | —            | ۱۷           | —                | - آمریکا: پلاتین                                        |                     |
| ۲۰۰۹ | بلوپرینت ۳ - عرضه شده: ۸ سپتامبر ۲۰۰۹ - ناشر: راک نیشن                                | ۱            | ۱            | ۱            | ۴            | ۱۵           | ۱۲           | ۲۰           | ۹            | ۱۲           | ۴۴               |                                                         |                     |
| - | -                                                                                     | -            | -            | -            | -            | -            | -            | -            | -            |              |                  |                                                         |                     |

## فیلم‌شناسی
- خیابان‌ها دارند تماشا می‌کنند (۱۹۹۸)
- پشت صحنه (۲۰۰۰)
- اموال دولتی (۲۰۰۲)
- سربازان کاغذی (۲۰۰۲)
- محو شدن به سمت سیاهی (۲۰۰۴)
- ساخت آمریکا (۲۰۱۳، مستند)
- آنی (۲۰۱۴، تهیه‌کننده)

## تورهای رسمی

### تک نفره
- تور ضربه سخت زندگی (۱۹۸۹)
- تور طرح سالن (۲۰۰۱)
- گانگستر آمریکایی زنده (۲۰۰۷)
- تور پاییزی جی-زی (۲۰۰۹)
- تور جهانی کارتر کبیر (۱۴–۲۰۱۳)

### دونفره
- میکروفون رو تکون بده (به همراه ۵۰ سنت) (۲۰۰۳)
- بهترین دو دنیا (به همراه آر. کلی) (۲۰۰۴)
- تور قلب شهر (به همراه مری جی. بلایژ) (۲۰۰۸)
- جی-زی و سی‌یرا زنده (به همراه سی‌یرا) (۲۰۰۹)
- تور خانه و خانه (به همراه امینم) (۲۰۱۰)
- تور تخت پادشاهی را تماشا کن (به همراه کانیه وست) (۱۲–۲۰۱۱)
- افسانه‌های تابستان (به همراه جاستین تیمبرلیک) (۲۰۱۳)
- در حال اجرا (به همراه بیانسه) (۲۰۱۴)

### هنرمند کمکی
- تور بدون راه خروج (به همراه پوف ددی و بدبوی رکوردز) (۱۹۹۷)
- پروژه انقلاب ۲۰۰۸ اروپا (به همراه لینکین پارک) (۲۰۰۸)
- تور زنده باد ویدا (به همراه کلدپلی) (۲۰۰۸)
- تور U2 360° (به همراه U2) (۲۰۰۹–۱۱)

## کتاب‌ها
رمزگشایی نوشته شده توسط جی زی (۲۰۱۰، انتشارات: راندوم هاوس، ۳۳۶ صفحه) شابک: شابک ‎۹۷۸-۱-۴۰۰۰-۶۸۹۲-۰.
قسمتی از خاطرات و قسمتی از مجموعه متن ترانه‌های جی زی به همراه داستان‌هایشان.

## واژه‌نامه
1. ↑  Reasonable Doubt
2. ↑  In My Lifetime, Vol. 1
3. ↑  Vol. 2... Hard Knock Life
4. ↑  Vol. 3... Life and Times of S. Carter
5. ↑  The Dynasty: Roc La Familia
6. ↑  The Blueprint
7. ↑  The Blueprint²: The Gift & the Curse
8. ↑  The Black Album
9. ↑  Kingdom Come
10. ↑  American Gangster
11. ↑  The Blueprint 3
12. Magna Carta... Holy Grail